# Nāḩiyat Markaz at Tall
Nāḩiyat Markaz at Tall (arabiska: ناحية مركز التل) är ett subdistrikt i Syrien.   Det ligger i provinsen Rif Dimashq, i den sydvästra delen av landet, 16 km norr om huvudstaden Damaskus.
Runt Nāḩiyat Markaz at Tall är det i huvudsak tätbebyggt. Runt Nāḩiyat Markaz at Tall är det ganska tätbefolkat, med 75 invånare per kvadratkilometer.